# (36349) 2000 NZ23
2000 NZ23 (asteroide 36349) é um asteroide da cintura principal. Possui uma excentricidade de 0.27294150 e uma inclinação de 6.31531º.
Este asteroide foi descoberto no dia 5 de julho de 2000 por Spacewatch em Kitt Peak.